# Comuna Șișcani, Nisporeni
Comuna Șișcani este o comună din raionul Nisporeni, Republica Moldova. Este formată din satele Șișcani (sat-reședință), Drojdieni, Afumați și Odaia.

## Demografie
Conform datelor recensământului din 2014, comuna are o populație de 2.217 locuitori. La recensământul din 2004 erau 2.901 locuitori.

## Administrație și politică
Componența Consiliului local Șișcani (11 consilieri), ales la 5 noiembrie 2023, este următoarea:
|  | Partid                                       | Consilieri | Componență | Componență | Componență | Componență | Componență |
|  | -------------------------------------------- | ---------- | ---------- | ---------- | ---------- | ---------- | ---------- |
|  | Partidul Liberal Democrat din Moldova        | 5          |            |            |            |            |            |
|  | Partidul Acțiune și Solidaritate             | 3          |            |            |            |            |            |
|  | Partidul Socialiștilor din Republica Moldova | 2          |            |            |            |            |            |
|  | Partidul Democrația Acasă                    | 1          |            |            |            |            |            |